# Chambre de commerce et d'industrie de la Vendée
La chambre de commerce et d’industrie de la Vendée (CCI Vendée) est la chambre de commerce et d’industrie territoriale du département de la Vendée.
Rattachée à la chambre de commerce et d’industrie régionale des Pays-de-la-Loire à Nantes (Loire-Atlantique), la structure siège à La Roche-sur-Yon et admet des antennes à Challans, à Fontenay-le-Comte et aux Herbiers.
Depuis 2016, la chambre de commerce et d’industrie de la Vendée est présidée par Arnaud Ringeard.

## Histoire
Le 10 décembre 1890, le président de la République Sadi Carnot autorise la création de la chambre de commerce de la Vendée.
L’établissement public actuel est créé le 10 juin 1948.
Elle devient en 1968 la chambre de commerce et d’industrie de la Vendée.

## Missions
La CCI Vendée est un organisme chargé de représenter les intérêts des entreprises commerciales, industrielles et de services de la Vendée et de leur apporter certains services. Il s’agit d’un établissement public qui gère en outre des équipements au profit de ces entreprises.
Comme toutes les chambres de commerce et d’industrie, elle est placée sous la tutelle du ministère de l’Économie et des Finances.

### Gestion d’équipements

#### Ports

##### Ports de pêche
La chambre de commerce et d’industrie de la Vendée gère trois ports de pêche :
- le port de pêche des Sables-d’Olonne ;
- le port de pêche de l’Herbaudière (île de Noirmoutier) ;
- le port de pêche de Port-Joinville (île d’Yeu).

##### Ports de commerce
La chambre de commerce et d’industrie de la Vendée gère deux ports de commerce :
- le port de commerce des Sables-d’Olonne ;
- le port de commerce de Port-Joinville (île d’Yeu).

##### Ports de plaisance
La chambre de commerce et d’industrie de la Vendée gère deux ports de plaisance :
- le port de plaisance des Sables-d’Olonne ;
- le port de plaisance de Port-Joinville (île d’Yeu).

#### Aérodromes
La chambre de commerce et d’industrie de la Vendée gère deux aérodromes :
- l’aérodrome des Ajoncs (La Roche-sur-Yon) ;
- l’aérodrome du Grand-Phare (L’Île-d’Yeu).

### Centres de formation
Les formateurs de la CCI Vendée interviennent dans plusieurs centres de formation (formation continue ou en alternance) :
- l’école de gestion et de commerce de la Vendée (EGC Vendée) à La Roche-sur-Yon ;
- l’école des managers de la Vendée (EDM Vendée) à La Roche-sur-Yon ;
- le centre d’études de langues de la Vendée.

### Services aux entreprises
Plusieurs missions de service aux entreprises sont dévolues à la chambre de commerce et d’industrie : 
- le centre de formalités des entreprises ;
- l’assistance technique au commerce  ;
- l’assistance technique à l’industrie ;
- l’assistance technique aux entreprises de service ;
- le point A (apprentissage).

## Organisation

### Présidence
| Période          | Période                  | Identité         | Qualité |
| ---------------- | ------------------------ | ---------------- | --- |
| 10 février 1892  | ?                        | Léon Péquin      | Filateur Maire de Cugand (1860-1871) |
| ?                | ?                        | Benjamin Guillet | Entrepreneur de travaux publics Conseiller municipal de La Roche-sur-Yon |
| 13 janvier 1909  | 26 novembre 1926 (décès) | Gabriel Dupain   | Distillateur |
| 11 janvier 1928  | 7 janvier 1956           | Henri Aucher     | |
| 7 janvier 1956   | 8 janvier 1958           | Yves Durand      | Industriel minotier |
| 8 janvier 1958   | 4 janvier 1960           | M. Hardy         | Radio-électricien |
| 4 janvier 1960   | 1973                     | Yves Durand      | Industriel minotier |
| ?                | 13 janvier 1986          | Henri Joyau,     | Président-fondateur des Transports Joyau Maire de Montaigu (1964-1989) Président du district de Montaigu (1969-1998) |
| 13 janvier 1986  | Hiver 1992               | Yves Tesson      | Président de Tesson-Sofrica |
| Hiver 1992       | 12 janvier 1998          | Bernard Suaud    | Membre de la chambre de commerce et d’industrie de la Vendée (1980-1998) Vice-président de la chambre de commerce et d’industrie de la Vendée (1989-1992) Conseiller régional des Pays-de-la-Loire, élu dans la Vendée (1986-2004) |
| 12 janvier 1998  | 13 décembre 2004         | Armand Papin,    | Président du groupe Papin (1972-2006) Vice-président de la chambre de commerce et d’industrie de la Vendée (1987-1998) |
| 13 décembre 2004 | 18 novembre 2016         | Joseph Moreau    | Président de Getex (1993-2012) Président de JMI (depuis 2005) |
| 18 novembre 2016 | En cours                 | Arnaud Ringeard  | Président de la FAST (depuis 2005) Président de Rondeau Frères (depuis 2008) Membre de la chambre de commerce et d’industrie de la Vendée (depuis 2004)                                                                            |

### Direction générale
| Période            | Période              | Identité           | Qualité                                                                                            |
| ------------------ | -------------------- | ------------------ | -------------------------------------------------------------------------------------------------- |
| ?                  | Janvier 1988 (décès) | Paul Girard        | |
| Janvier 1988       | Mai 1998             | Gaston Apiou       | Assistant technique du commerce Directeur général adjoint                                          |
| Mai 1998           | 2005                 | Yvon Guillot,      | Président de la Société pour l’aménagement et le développement économique de la Vendée (1990-1998) |
| 2005               | 31 décembre 2015     | Henri de L’Espinay | Président du groupement Ouest-Mode-Industrie Directeur du cabinet du président de la CCI Vendée    |
| 1er janvier 2016   | 31 août 2022         | Anthony Valentini  | Directeur du cabinet du président de la CCI Toulouse                                               |
| 1er septembre 2022 | En cours             | Olivier Chevreul   | |

## Siège et antennes
Le siège de la CCI Vendée est situé 16, rue Olivier-de-Clisson à La Roche-sur-Yon.
Les trois antennes de la chambre de commerce et d’industrie se trouvent à Challans, à Fontenay-le-Comte et aux Herbiers.

## Pour approfondir